# WE ARE GO/ALL ALONE
「WE ARE GO/ALL ALONE」（ウィーアーゴー/オールアローン）は、UVERworldの29枚目のシングル。2016年7月27日にgr8!recordsから発売された。

## 概要
前作『I LOVE THE WORLD』からおよそ11ヶ月ぶり、24thシングル『Fight For Liberty/Wizard CLUB』以来となる通算4枚目の両A面シングル。表題曲の「WE ARE GO」はテレビ東京系アニメ『パズドラクロス』オープニングテーマに使用された。初回限定盤には2015年9月13日に神戸ワールドホールで行われたライブ（通称「男祭り」）から「Collide」「PRAYING RUN」の映像が収録されている。
キャッチコピーは、｢何もかも失ったって、未来は残ってる。」
11thシングル「激動/Just break the limit!」以来となる、アニメ盤のCDリリースがなかった影響もあり、アニメタイアップシングルの初動としては、「Colors of the Heart」以来となる4万枚を下回った。また、アニメタイアップシングルでは初となる売上5万枚を大きく下回っている。彼らのシングルが年間TOP100に登場しないのは2007年以来となった。

## 収録内容
| 全編曲: UVERworld & 平出悟。 |                                                                             |                     |           |       |
| #                            | タイトル                                                                    | 作詞                | 作曲      | 時間  |
| 1.                           | 「WE ARE GO」                                                               | TAKUYA∞             | TAKUYA∞   | 4:30  |
| 2.                           | 「ALL ALONE」                                                               | TAKUYA∞             | TAKUYA∞   | 5:51  |
| 3.                           | 「Colors of the Heart (Live at Marine Messe Fukuoka 2015.12.30)」           | Alice ice / TAKUYA∞ | TAKUYA∞   | 3:30  |
| 4.                           | 「心が指す場所と口癖 そして君がついて来る (Live at Zepp Tokyo 2008.06.02)」 | TAKUYA∞             | UVERworld | 5:03  |
| 合計時間:                    | 合計時間:                                                                   | 合計時間:           | 合計時間: | 18:54 |

| #  | タイトル                                                           | 作詞 | 作曲・編曲 |
| -- | ------------------------------------------------------------------ | ---- | ---------- |
| 1. | 「Collide (from KING'S PARADE at at KOBE WORLD HALL 2015.09.13)」  |      |            |
| 2. | 「PRAYING RUN (from KING'S PARADE at KOBE WORLD HALL 2015.09.13)」 |      |            |

## 楽曲解説
WE ARE GO
テレビ東京系アニメ『パズドラクロス』オープニングテーマ。MVは、ファンクラブにて募集されたエキストラが出演している。続編としてTAKUYA∞と信人がMCバトルを展開する「DIS is TEKI」がYouTubeで公開された。TAKUYA∞以外のメンバーがパーカッションを演奏している。
ALL ALONE
TAKUYA∞が10代のころ想っていたことを題材にした曲。仮タイトルは「PROPER」「pertinence」。YouTubeにて公開されている映像企画『１秒先 向かう者と ただ訪れる者』第1話のテーマ・ソングとなっている。
Colors of the Heart (Live at Marine Messe Fukuoka 2015.12.30)
4thシングルのライブ音源。
心が指す場所と口癖 そして君がついて来る (Live at Zepp Tokyo 2008.06.02)
3rdアルバム『PROGLUTION』収録曲のライブ音源。

## 参加ミュージシャン
UVERworld
- TAKUYA∞：Vocal
- 克哉：Guitar
- 彰：Guitar
- 信人：Bass
- 真太郎：Drums
- 誠果：Sax

Support Musician
- James Norwood：Chorus (#1)